# 中濱達也
中濱 達也（なかはま たつや、1986年8月3日 - ）は、兵庫県出身の元男子バスケットボール選手。背番号は14。

## 来歴
土浦日大高校から東海大学を経て、日立に入社。（西村文男と同期入団。）
2002年の茨城インターハイでは3位。
2009年のユニバーシアードで日本代表に選ばれる。
2014年オフ引退。

## 経歴
- 土浦日大高校 - 東海大学 - 日立（2009年〜2014年）

## 日本代表歴
- 2009ユニバーシアード